# Epitausa
Epitausa é um gênero de traça pertencente à família Arctiidae.